# Сербов, Исаак Абрамович
Исаа́к Абра́мович Се́рбов (бел. Іса́к Абра́мавіч Се́рбаў; 27 мая 1871, дер. Кульшичи, Могилёвская губерния — 21 января 1943) — белорусский этнограф, фольклорист и археолог периода Российской империи и СССР. Действительный член Института белорусской культуры (1922).

## Биография
Родился в селе Кульшичи Могилёвской губернии (теперь Славгородский район Могилёвской области). В 1892 году окончил Полоцкую учительскую семинарию. Работал учителем в Вильно, Минске, Гомеле, Троках, Столбцах, Хотимске. В 1910—1913 годах как член Северо-Западного отдела Русского географического общества организовывал этнографические экспедиции в Беларусь по изучению художественного, музыкального, песенного, литературного творчества и материальной культуры белорусского народа. В 1918 году окончил Московский археологический институт. В 1919—1921 годах работал в отделах народного образования Могилевской и Гомельской губерний, возглавлял работы по сбору и охране памятников истории и искусства. С 1923 года работал преподавателем, заведующим кафедры этнографии Белорусского государственного университета, с 1925 года учёным секретарём секции этнографии Инбелкульта. Во второй половине 1920-х годов исследовал курганы дреговичей около Минска и Мозыря. С 1929 года научный секретарь кафедры этнографии и фольклора Института истории Академии наук БССР.
Исаак Сербов избежал политических репрессий весной и летом 1930 года, когда была разгромлена секция этнографии по сфабрикованному делу контрреволюционной организации «Союз освобождения Белоруссии», названный «врагами пролетарской диктатуры» и арестован этнографы и археологи, которые были коллегами Исаака Сербова по работе в Инбелкульте и Академии наук БССР. 21 февраля 1933 года вместе с рядом ученых, обвиняемых в троцкизме и «недостаточным марксизме», он был уволен из Института истории.
С 1934 года — кандидат исторических наук. Во время Великой Отечественной войны преподавал в Тамбовском пединституте.

## Научная деятельность
Изучал быт, материальную культуру, устное поэтическое и музыкальное творчество белорусов. Собрал богатые коллекции народной одежды и искусства, на основе которых в 1951 году был издан альбом «Белорусское народное искусство» (бел. «Беларускае народнае мастацтва»). Первым среди белорусских этнографов собрал большую фототеку, в которой зафиксированы типы одежды жителей разных уголков Полесья, жилья, хозяйственных построек, изделий ремесла. Собранные этнографические материалы и наблюдения обобщил в работах «Село Великое; Рисунки из жизни Белоруссии» (1910), «Поездки по Полесью 1911 і 1912 гг.» (1914), «Белорусы-сакуны» (1915).
В 2013 году Белорусская энциклопедия имени Петруся Бровки выдала альбом «Белорусы в фотографиях Исаака Сербова. 1911-1912», где были опубликованы 442 фотографии из этнографических экспедиций 1911-1912 годов.